# Фахрі-паша
Омер Фахреттін Тюрккан (осман. عمر فخر الدین ترک قان, тур. Ömer Fahrettin Türkkan; нар. 1868 ⁣ — ⁣⁣20 листопада 1948), широко відомий як Фахрі-паша або Захисник Медіни, був турецьким кадровим офіцером, який командував османськими військами та обіймав посаду губернатора Медіни з 1916 по 1919 рік. Його британські та арабські опоненти прозвали його «Левом пустелі» та «Тигром пустелі» через його рішучу оборону Медіни з 10 червня 1916 року по 10 січня 1919 року під час Першої світової війни.

## Біографія

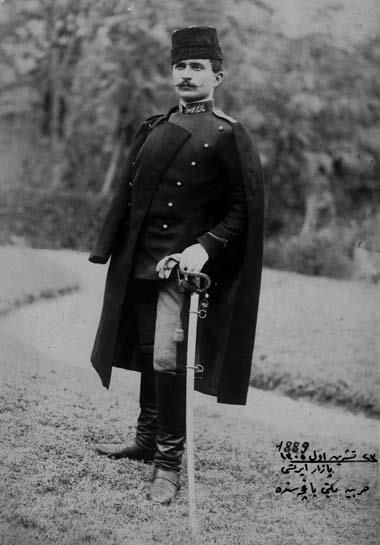
Фахреддін у молодості

Він народився в Русчук (сучасне Русе) в родині матері Фатьми Аділь Ханим та батька Мехмеда Нахід-бея. У нього була молодша сестра Сабіха Ханім, яка була одружена з Алі Хайдаром Пашею. Через російсько-турецьку війну його родина переїхала до Стамбула у 1878 році. Він вступив до Військової академії та закінчив її в 1888 році. Його перше призначення було на східний кордон з Вірменією у складі Четвертої армії. У 1908 році він прибув до Стамбула та вступив до лав Першої регулярної армії. У 1911–12 роках його було направлено до Лівії під час італо-турецької війни, а коли спалахнула Перша Балканська війна, він був командиром 31-ї дивізії, дислокованої в Галліполі. Його підрозділ відвоював Адріанополь (сучасний Едірне) у Болгарії, і він увійшов до міста разом з Енвером-пашею.

## Перша світова війна
У 1914 році, перед мобілізацією Османської армії, штаб- полковника Фахреддіна Бея було призначено командиром XII корпусу, дислокованого в Мосулі. 12 листопада 1914 року йому було надано звання Мірліва та призначено заступником командувача Четвертої армії, дислокованої в Алеппо.

### Захисник Медіни

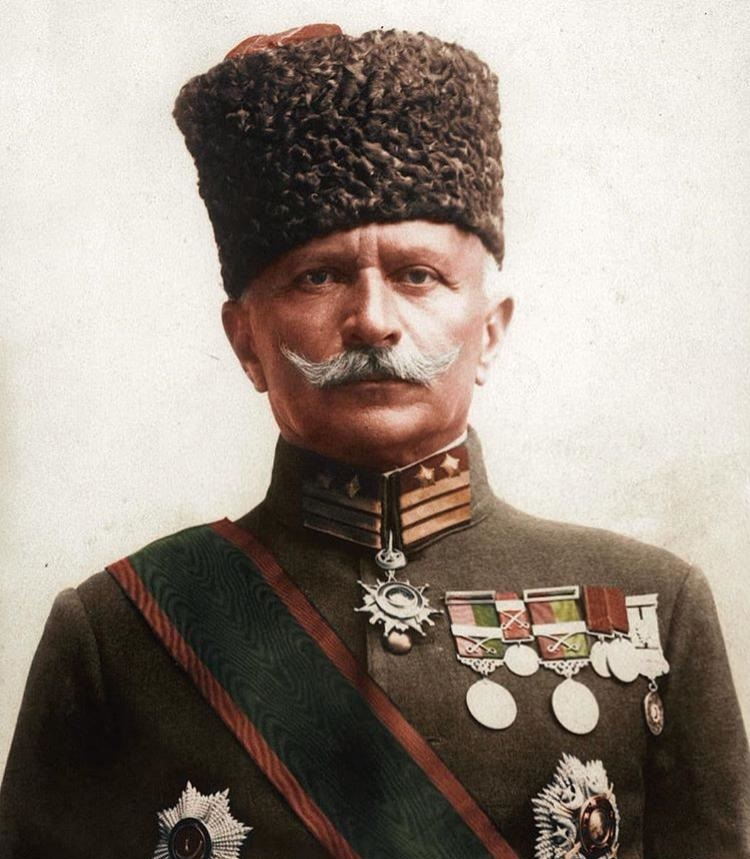
Фахреддін-паша

Під час Першої світової війни, після того, як Хусейн бін Алі, шариф Мекки, почав готуватися до повстання проти Османської імперії, Фахреддін за наказом Джемаля-паші 23 травня 1916 року рушив до Медіни в Хіджазі, щоб захистити її; 17 липня 1916 року його було призначено командувачем Хіджазьких експедиційних сил.
Медіну взяли в облогу арабські війська, які повстали проти османського султана та стали на бік британців проти Фахреддіна-паші, але він вистояв на своєму та захистив місто. Він також захистив одноколійну вузькоколійну Хіджазьку залізницю від саботажу з боку армії Хіджазі. Турецькі гарнізони ізольованих невеликих залізничних станцій витримували безперервні нічні атаки та захищали колії від зростаючої кількості нападів (близько 130 великих нападів у 1917 році та сотні у 1918 році, включаючи понад 300 бомб 30 квітня 1918 року).
Після виходу Османської імперії з війни за Мудроським перемир'ям між Османською імперією та союзниками Першої світової війни 30 жовтня 1918 року очікувалося, що Фахреддін також капітулює. Але він відмовився це зробити та відхилив перемир'я.
Під час облоги Медіни Фахреддін відправив священні артефакти та рукописи Медіни до Стамбула, щоб захистити їх від захоплення. Більшість рукописів були повернуті до Медіни Османською імперією і зараз знаходяться в бібліотеках міста, тоді як решта залишається в палаці Топкапи в Стамбулі.

Згідно зі спогадами очевидця турецького письменника Ферідуна Кандеміра, що на той час був волонтером Червоного Півмісяця в Медині, однієї п'ятниці навесні 1918 року, після молитви в мечеті аль-Набаві (також відомій як мечеть Пророка), Фахреддін звернувся до військ:
«Солдати!» Я звертаюся до вас в ім'я Пророка, мого свідка. Наказую тобі захищати його та його місто до останнього патрона та останнього подиху, незалежно від сили ворога. Нехай Аллах допоможе нам, і нехай молитви Мухаммеда будуть з нами.
«Офіцери героїчної турецької армії! О маленькі Мухаммади, вийдіть уперед і пообіцяйте мені перед нашим Господом і Пророком шанувати вашу віру найвищою жертвою вашого життя».
Фахреддін-паша сказав, що йому було видіння уві сні, якому Мухаммед наказав не підкорятися. У серпні 1918 року він отримав заклик здатися від Шаріфа Хусейна з Мекки. Фахреддін-паша відповів йому такими словами:
Фахр-уд-Дін, генерал, захисник найсвященнішого міста Медіни. Слуга Пророка.
В ім'я Аллаха, всемогутнього. Тому, хто зламав силу ісламу, спричинив кровопролиття серед мусульман, поставив під загрозу халіфат Повелителя правовірних і надав його підвладності британцям.
У четвер увечері, чотирнадцятого Зуль-Хіджі, я йшов, втомлений і виснажений, думаючи про захист та оборону Медіни, коли опинився серед невідомих чоловіків, які працювали на невеликій площі. Тоді я побачив перед собою чоловіка з величним обличчям. Він був Пророком, нехай благословить його Аллах! Його ліва рука лежала на стегні під халатом, і він сказав мені захисним тоном: «Ідіть за мною». Я пройшов за ним два чи три кроки й прокинувся. Я негайно вирушив до його священної мечеті та впав ниць у молитві та подяці [біля його гробниці].
Тепер я під захистом Пророка, мого Верховного Головнокомандувача. Я зайнятий зміцненням оборони, будівництвом доріг та площ у Медині. Не турбуй мене марними пропозиціями".
Він відмовився складати свій меч навіть після отримання прямого наказу від військового міністра Османської імперії. Османський уряд був обурений його поведінкою, і султан Мехмед VI звільнив його з посади. Він відмовився це зробити і тримав прапор османського султана в Медині до 72 днів після закінчення війни. Після Мудроського перемир'я найближчий османський підрозділ знаходився 1 300 кілометрів (810 миля) з Медіни.
Він відповів на ультиматум британського генерала Реджинальда Вінґейта 15 грудня 1918 року словами: «Я мусульманин. Я осман. Я син Байєр-Бея. Я солдат».
Фахреддіна заарештували його ж люди та 9 січня 1919 року доставили до Абдулли в Бір-Дарвіш. Абдулла увійшов до Медіни невдовзі після капітуляції, а за ним Алі увійшов до міста 2 лютого 1919 року.

## Життя після війни

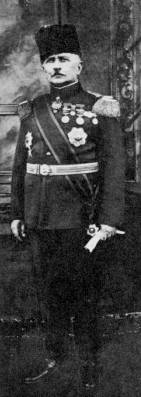
Фахреддін-паша в Афганістані

Після арешту Фахреддіна-паші його доставили до військових казарм у Каїрі, Єгипет. Пізніше його перевели на Мальту, де він жив як військовополонений до 1921 року. Після звільнення він приєднався до турецьких військ під командуванням Мустафи Кемаля Ататюрка та воював проти грецької та французької армій, ⁣ що окупували Анатолію. Після війни за незалежність Туреччини він був послом Туреччини в Кабулі, Афганістан, з 1922 по 1926 рік. У 1936 році йому було надано звання Феріка (генерал-лейтенанта) та він вийшов у відставку з турецької армії. Фахреддін-паша помер 22 листопада 1948 року після серцевого нападу, який стався під час поїздки потягом поблизу Ескішехіра. Згідно з його бажанням, його було поховано на кладовищі Ашіян у Стамбулі.

## Спадщина
У грудні 2017 року Абдулла бін Заїд Аль Нахайян, міністр закордонних справ Об'єднаних Арабських Еміратів, спровокував дипломатичний розкол з Туреччиною, поділившись постом у своєму особистому акаунті в соціальних мережах, спрямованим на викриття Фахреддіна та його військ у крадіжці рукописів з Медіни, серед інших злочинів проти місцевого населення під час облоги. У відповідь президент Туреччини Реджеп Таїп Ердоган назвав міністра закордонних справ невігласом і сказав: «Якийсь нахабник опустився низько і звинуватив наших предків у крадіжці... Що зіпсувало цю людину? Його зіпсувала нафта, гроші, які він має. Коли мої предки захищали Медіну, ти, нахабу (людино), де були твої? Спочатку ти маєш за це відповісти». Через кілька днів турецький уряд змінив назву вулиці в Анкарі, де розташоване посольство ОАЕ, на Фахреддін-паша.

## Сім'я

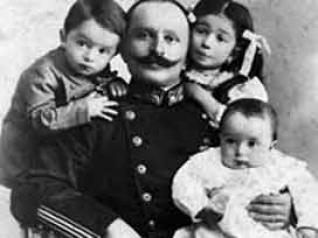
Фахрі-паша зі своїми дітьми

У 1900 році він одружився з Айше Садикою Ханимефенді (1884–1959), яка була дочкою Феріка Ахмета-паші. У них було п'ятеро дітей:
- Суфіє Тюрккан 1904–1978 (донька)
- Мехмед Селім Тюрккан 1908–1991 (син)
- Мехмед Орхан Тюрккан 1910–1994 (син)
- Айше Нермін Тюрккан 1919–1997 (донька)
- Айхан Тюрккан 1927~1928–1959 (син)

## Галерея

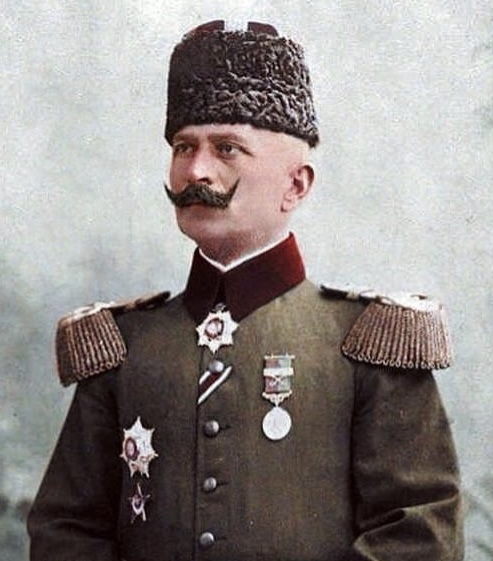
Фахреддін-паша
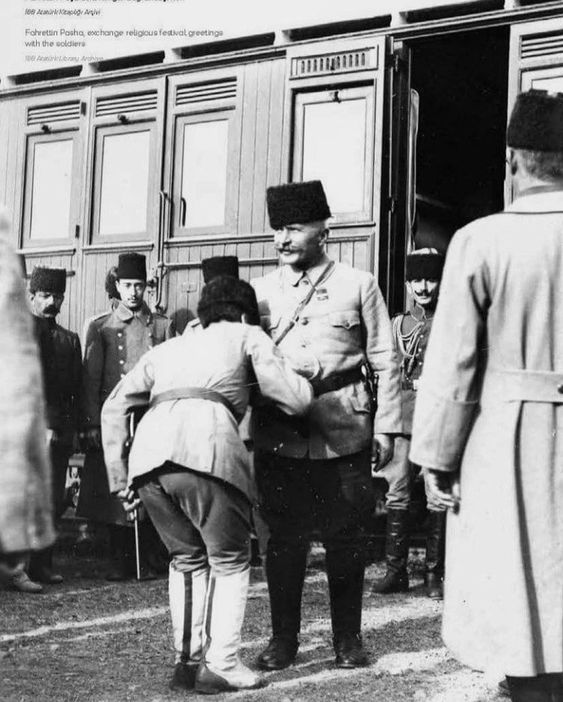
Фахреддін-паша святкує Рамадан зі своїми солдатами в Медині, 1918 рік.
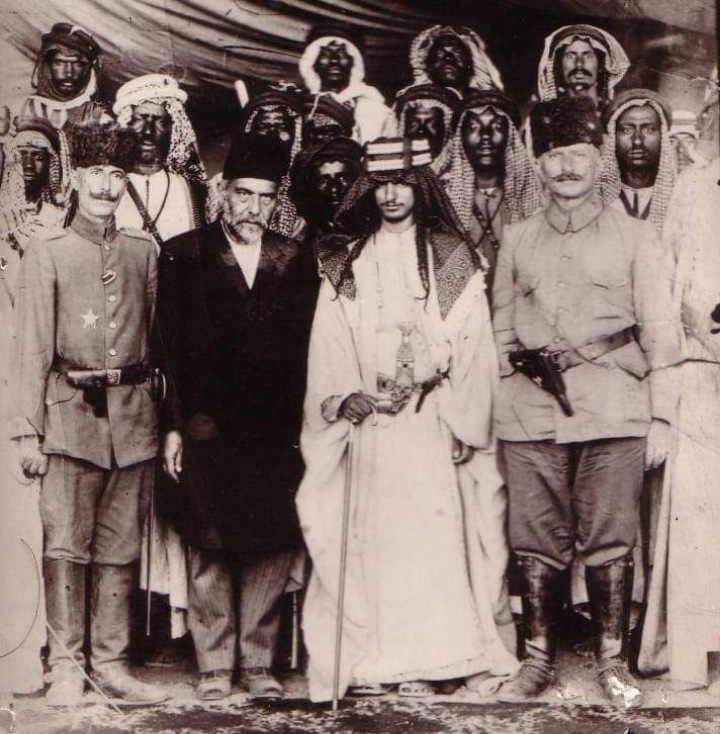
Фахреддін-паша з Саудом бін Абдулазізом Аль-Рашидом з емірату Джабаль-Шаммар
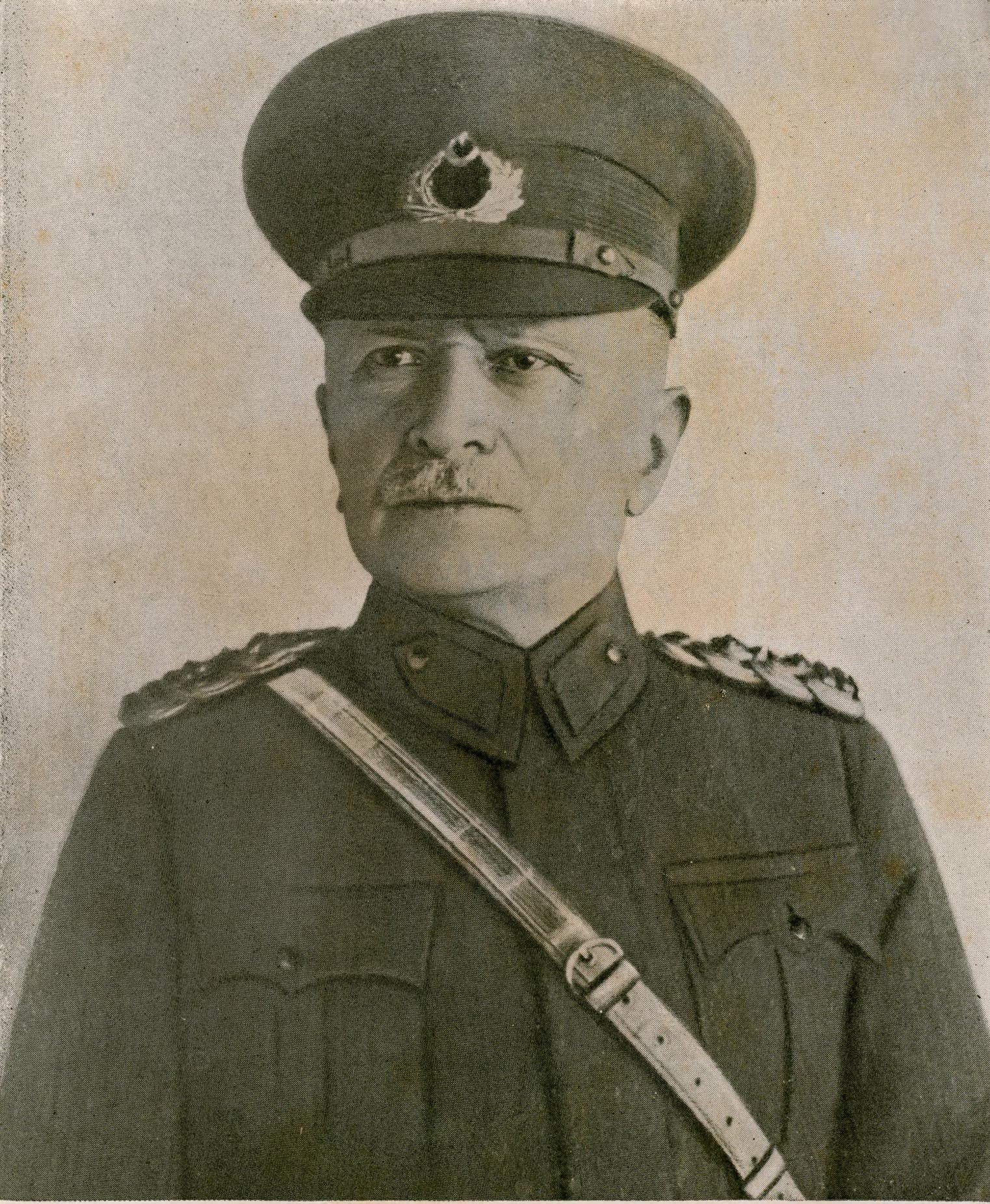
Фахреддін Тюрккан